# Anthon Andersen
Anthon Andersen, född 18 september 1869, död 21 februari 1936, var en dansk socialdemokratisk kommunalpolitiker.
Andersen, född i ett jylländskt lantarbetarhem, kom till Köpenhamn 1892 och arbetade inom tunnbindarhantverket till 1902, då han blev ledare för tunnbindarförbundet och 1917 övergick han till sekretariatet i De samvirkende Fagforbund. Åren 1911–19 var han ledamot av Köpenhamns borgarrepresentation och dess ordförande 1917–1919. År 1919 blev han Christian S. Christiansens efterträdare som borgmästare för magistratens 5:e avdelning (vatten-, belysnings- och trafikväsendet).